# 維洛瓦塔亞河 (維亞拉河支流)
66°52′02″N 34°45′02″E / 66.86722°N 34.75056°E
維洛瓦塔亞河（俄语：Виловатая），是俄羅斯的河流，位於該國西北部摩爾曼斯克州，屬於維亞拉河的右支流，流經森林和江灘地區，河道全長11公里，流域面積48平方公里。